# 아케노정
아케노정(明野町)은 이바라키현 마카베군에 설치되었던 정이다. 현재의 지쿠세이시에 해당한다.

## 역사
- 1954년 11월 3일 - 오무라정 우에노촌 도바촌 무라타촌이 합병해 아케노정이 성립하였다.
- 2005년 3월 28일 - 시모다테시, 세키조정, 교와정과 합병해 지쿠세이시가 되었다.

## 교통

### 도로
- 주요 지방도
  - 이바라키 현도 7호 이시오카 시모다테 선
  - 이바라키 현도 14호 시모다테 쓰쿠바 선
  - 이바라키 현도 45호 쓰쿠바 마오카 선
  - 이바라키 현도 54호 아카노마마다 선
- 일반 현도
  - 이바라키 현도 131호 시모쓰마마카베 선
  - 이바라키 현도 132호 아카하마카미 오시마 선
  - 이바라키 현도 133호 아카하마야타베 선
  - 이바라키 현도 148호 히가시야마다 이와세 선